# 南·布里頓
南娜·波帕姆·布里頓（英語：Nanna Popham Britton，1896年11月9日—1991年3月21日）是一位美國秘書，她曾是第29任美國總統沃倫·G·哈定的情婦。1927年，她透露她的女兒伊莉莎白·安·布萊辛是哈定在美國參議院任職時，在他當選為總統的前一年誕下的。她的說法在她生前受到質疑，但在2015年被DNA測試證實為真。

## 外部連結
- Letter documenting how Warren G. Harding tried to help Nan Britton land a job[] Shapell Manuscript Foundation
- 在Find a Grave上的Nan Britton